# Sesto 1º Maggio FS
Sesto 1º Maggio FS – początkowa stacja metra w Mediolanie, na linii M1. Stacja znajduje się na Placu 1 maja w miejscowości Sesto San Giovanni, na stacji kolejowej. Stacja została otwarta w 1986. Następną stacją jest Sesto Rondò.